# سودلرسویل (مریلند)
سودلرسویل (به انگلیسی: Sudlersville) شهری در ایالت مریلند کشور ایالات متحده آمریکا است که جمعیت آن در سرشماری سال ۲۰۱۰ میلادی، ۴۹۷ نفر بوده‌است.